# Шейх-Теймур
Шейх-Теймур (перс. شیخ تیمور) — село в Ірані, входить до складу дехестану Баш-Калах у Центральному бахші шахрестану Урмія провінції Західний Азербайджан.